# Coralaxius
Coralaxius är ett släkte av kräftdjur. Coralaxius ingår i familjen Axiidae.
Kladogram enligt Catalogue of Life:
| Coralaxius | \| \| Coralaxius galapagensis \| \| \| \| \| \| Coralaxius indopacificus \| \| \| \| \| \| Coralaxius nodulosus \| \| \| \| |
|            | \| \| Coralaxius galapagensis \| \| \| \| \| \| Coralaxius indopacificus \| \| \| \| \| \| Coralaxius nodulosus \| \| \| \| |
|            | Acanthaxius |
|            | |
|            | Allaxius |
|            | |
|            | Anophthalmaxius |
|            | |
|            | Axiopsis |
|            | |
|            | Axiorygma |
|            | |
|            | Axius |
|            | |
|            | Bouvieraxius |
|            | |
|            | Calaxius |
|            | |
|            | Calocarides |
|            | |
|            | Dorphinaxius |
|            | |
|            | Eiconaxius |
|            | |
|            | Eutrichocheles |
|            | |
|            | Marianaxius |
|            | |
|            | Neaxiopsis |
|            | |
|            | Neaxius |
|            | |
|            | Oxyrhynchaxius |
|            | |
|            | Parascytoleptus |
|            | |
|            | Paraxiopsis |
|            | |
|            | Paraxius |
|            | |
|            | Platyaxius |
|            | |
|            | Scytoleptus |
|            | |
|            | Spongiaxius |
|            | |
|            | Coralaxius galapagensis |
|            | |
|            | Coralaxius indopacificus |
|            | |
|            | Coralaxius nodulosus |
|            | |

|  | Coralaxius galapagensis  |
|  |                          |
|  | Coralaxius indopacificus |
|  |                          |
|  | Coralaxius nodulosus     |
|  |                          |